# شمشیر شرقی

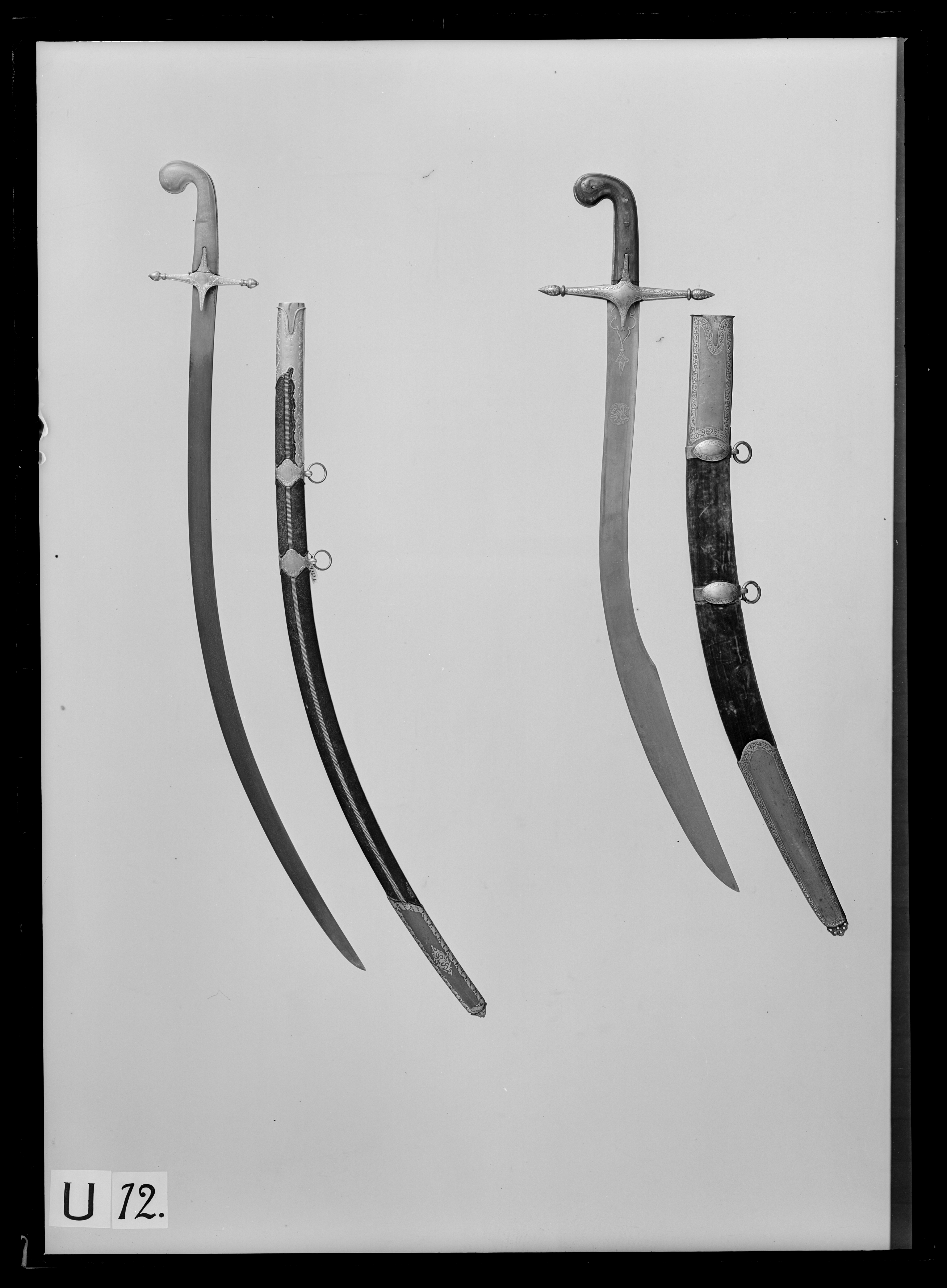
دو سبک شمشیر: شمشیر مصری (سمت چپ) و قلیج عثمانی (راست)

شمشیر  یا شمشیر شرقی  یک شمشیر تک‌لبه با تیغه منحنی محدب مربوط به خاورمیانه و فرهنگ‌های جنوب آسیا یا شمال آفریقا است. یک اصطلاح اروپایی، scimitar به یک نوع شمشیر خاص اشاره نمی‌کند، بلکه مجموعه‌ای از شمشیرهای خمیده مختلف شرقی الهام گرفته شده از انواعی است که توسط غیلمان‌های آسیای مرکزی به خاورمیانه معرفی شده‌اند. این شمشیرها عبارتند از شمشیر ایرانی (منشأ کلمه scimitar)، سیف عربی، تلوار هندی، نیمچای شمال آفریقا و قلیج ترکی است.

## ریشه‌شناسی

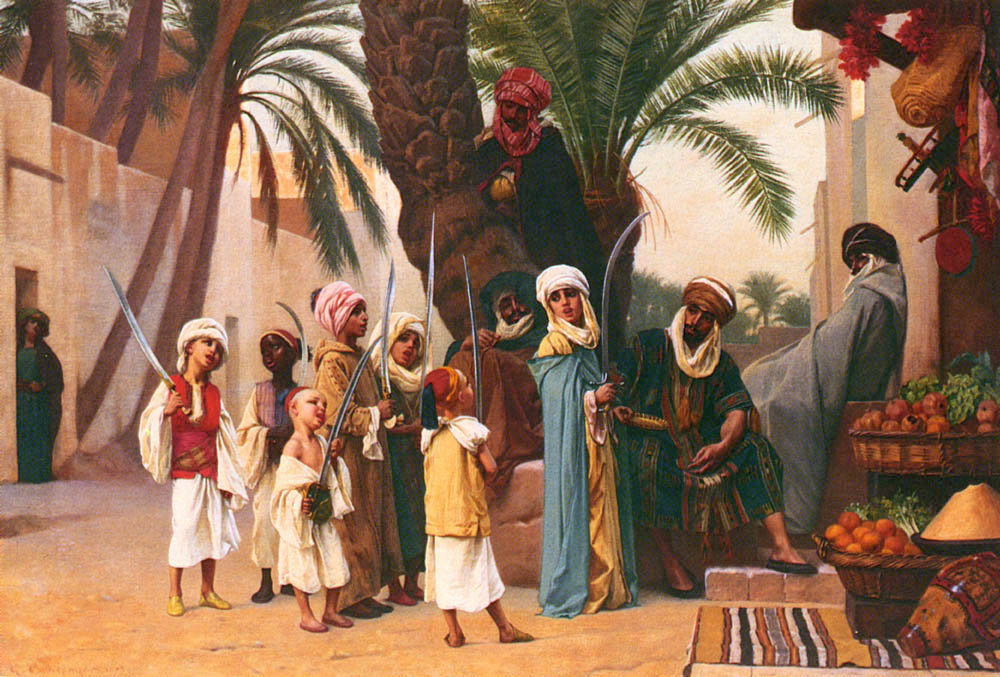
اعراب با شمشیرهای نقاشی بولانجر، داستان ۱۰۰۱ شب

پرچم عربستان سعودی نشان‌دهنده شهادت در بالای یک شمشیر (طراحی که در سال‌های ۱۹۳۸–۱۹۷۳ استفاده شد؛ طراحی مدرن شمشیر را به شکلی سبک‌تر نشان می‌دهد)

اصطلاح انگلیسی scimitar از اواسط قرن شانزدهم به اثبات رسیده‌است و از cimeterre فرانسوی میانه (قرن ۱۵) یا از ایتالیایی scimitarra گرفته شده‌است. منشأ نهایی این اصطلاحات شمشیر ایرانی است. Scimitar بر خلاف شمشیرهای مستقیم و دولبه اروپایی آن زمان برای توصیف همه شمشیرهای تیغه‌خمیده شرقی استفاده شد. 